# Velebitkrokus
Crocus malyi är en irisväxtart som beskrevs av Roberto de Visiani. Crocus malyi ingår i släktet krokusar, och familjen irisväxter. Inga underarter finns listade i Catalogue of Life.

## Bildgalleri

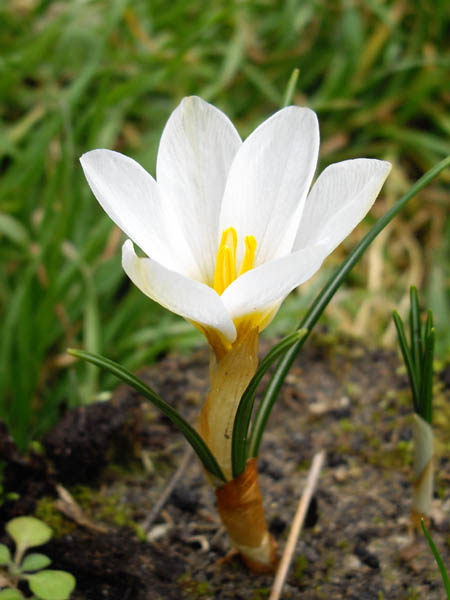
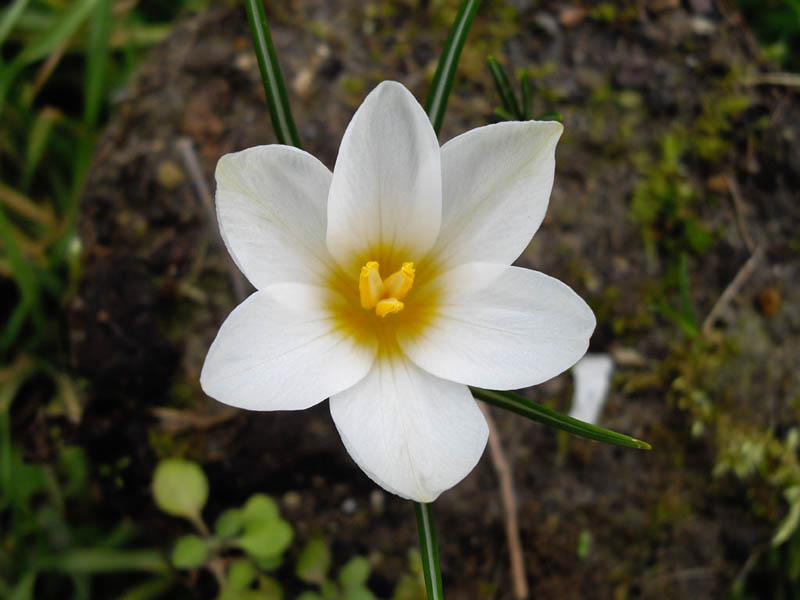